# 林岳川
林岳川（1922年3月—1975年6月15日），原名明堂，乳名亚软，黎族，中华人民共和国政治人物。

## 生平
1938年春，中共党员陈惠仁在七甲地区一带宣传抗日救亡运动。林岳川跟随陈惠仁、胡文标、黄开宏等人活动，并于1941年5月加入中国共产党。同年7月，他被派往琼崖军政干校学习，1942年，中共乐万县委派他返回七甲从事抗日工作。1944年春，陵三区委成立，他出任宣传委员，期间帮助琼总三支队副队长林和平劝日伪陵水三区乌石维持会会长陈耀珍和香水日伪自卫团团长林树义先后率领50多人起义投诚。1947年7月，琼崖东区地委成立陵保特区工委和区署，下半年又改为陵保边区委，林岳川连任区委宣传委员（林烈光为区委书记）。第二次国共内战时期，他带领黎族人民支援琼崖纵队发起“秋攻”、“春攻”和“夏攻”，为解放军渡海参加海南岛战役做出贡献。
中华人民共和国成立后，1950年5月至1954年，林岳川先后任陵水县公安局秘书、县人民法院副院长、县委组织部部长、县委副书记、书记。1955年，调任海南黎族苗族自治州政府监察处处长，同年5月，被选为自治州副州长。1958年5月20日，海南黎族苗族自治州三届人大一次会议在通什镇召开，他当选州长（至1968年4月）。之后他升任海南区党委统战部副部长、海南行政公署民委主任。此外担任第二、三、四届全国人民代表大会代表，第二、第三届全国人民代表大会民族委员会委员。1975年6月15日，因病医治无效，享年53岁。1986年11月，海南自治州政府在加饶岭为他立碑纪念。